# Citi Open 2018 - Doppio femminile
Shūko Aoyama e Renata Voráčová erano le detentrici del titolo, ma sono state eliminate al secondo turno da Kristie Ahn e Lauren Davis.
In finale Han Xinyun e Darija Jurak hanno battuto Alexa Guarachi e Erin Routliffe con il punteggio di 6-3, 6-2.

## Teste di serie
1. Chan Hao-ching /  Yang Zhaoxuan (quarti di finale)
2. Shūko Aoyama /  Renata Voráčová (quarti di finale)

1. Han Xinyun /  Darija Jurak (campionesse)
2. Alexa Guarachi /  Erin Routliffe (finale)

## Alternate
1. Katie Swan /  Rosalie van der Hoek (primo turno)

## Wildcard
1. Nicole Hammond /  Kristýna Nepivodová (primo turno)

1. Alana Smith /  Natasha Subhash (primo turno)

## Tabellone

### Legenda
| - Q = Qualificato - WC = Wild card - LL = Lucky loser | - ALT = Alternate - SE = Special Exempt - PR = Protected Ranking | - w/o = Walkover - r = Ritirato - d = Squalificato |

|  | Primo turno             | Primo turno             | Primo turno             | Primo turno             | Primo turno |  |  | Quarti di finale | Quarti di finale        | Quarti di finale       | Quarti di finale       | Quarti di finale |   |     | Semifinali | Semifinali              | Semifinali              | Semifinali             | Semifinali             |   |   | Finale | Finale | Finale | Finale | Finale |  |
|  |                         |                         |                         |                         |             |  |  |                  |                         |                        |                        |                  |   |     |            |                         |                         |                        |                        |   |   |        |        |        |        |        |  |
|  | 1                       | H-c Chan Z Yang         | H-c Chan Z Yang         | 6                       | 6           |  |  |                  |                         |                        |                        |                  |   |     |            |                         |                         |                        |                        |   |   |        |        |        |        |        |  |
|  |                         | S Chang A Mueller       | S Chang A Mueller       | 2                       | 3           |  |  | 1                | H-c Chan Z Yang         | 5                      | 6                      | [3]              |   |     |            |                         |                         |                        |                        |   |   |        |        |        |        |        |  |
|  | Y Bonaventure F Stollár | Y Bonaventure F Stollár | Y Bonaventure F Stollár | Y Bonaventure F Stollár | w/o         |  |  |                  | Y Bonaventure F Stollár | 7                      | 4                      | [10]             |   |     |            |                         |                         |                        |                        |   |   |        |        |        |        |        |  |
|  | A Krunić S Zheng        | A Krunić S Zheng        | A Krunić S Zheng        | A Krunić S Zheng        |             |  |  |                  |                         |                        |                        |                  |   |     |            | Y Bonaventure F Stollár | Y Bonaventure F Stollár | 2                      | 2                      |   |   |        |        |        |        |        |  |
|  | 3                       | X Han D Jurak           | 2                       | 6                       | [10]        |  |  |                  |                         | 3                      | X Han D Jurak          | X Han D Jurak    | 6 | 6   |            |                         |                         |                        |                        |   |   |        |        |        |        |        |  |
|  |                         | P-h Chen F-h Wu         | 6                       | 1                       | [5]         |  |  | 3                | X Han D Jurak           | 7                      | 3                      | [10]             |   |     |            |                         |                         |                        |                        |   |   |        |        |        |        |        |  |
|  | Alt                     | K Swan R van der Hoek   | 6                       | 1                       | [8]         |  |  |                  | B Bencic A Kalinina     | 67                     | 6                      | [4]              |   |     |            |                         |                         |                        |                        |   |   |        |        |        |        |        |  |
|  |                         | B Bencic A Kalinina     | 3                       | 6                       | [10]        |  |  |                  |                         |                        |                        |                  |   |     | 3          | X Han D Jurak           | X Han D Jurak           | 6                      | 6                      |   |   |        |        |        |        |        |  |
|  |                         | L Chirico A Kiick       | L Chirico A Kiick       | 6                       | 7           |  |  |                  |                         |                        |                        |                  |   |     |            |                         | 4                       | A Guarachi E Routliffe | A Guarachi E Routliffe | 3 | 2 |        |        |        |        |        |  |
|  | WC                      | A Smith N Subhash       | A Smith N Subhash       | 4                       | 64          |  |  |                  | L Chirico A Kiick       | L Chirico A Kiick      | L Chirico A Kiick      |                  |   |     |            |                         |                         |                        |                        |   |   |        |        |        |        |        |  |
|  |                         | H Dart P Thombare       | H Dart P Thombare       | 63                      | 5           |  |  | 4                | A Guarachi E Routliffe  | A Guarachi E Routliffe | A Guarachi E Routliffe | w/o              |   |     |            |                         |                         |                        |                        |   |   |        |        |        |        |        |  |
|  | 4                       | A Guarachi E Routliffe  | A Guarachi E Routliffe  | 7                       | 7           |  |  |                  |                         |                        |                        |                  |   |     | 4          | A Guarachi E Routliffe  | 7                       | 3                      | [10]                   |   |   |        |        |        |        |        |  |
|  | WC                      | N Hammond K Nepivodová  | N Hammond K Nepivodová  | 1                       | 2           |  |  |                  |                         |                        | K Ahn L Davis          | 5                | 6 | [8] |            |                         |                         |                        |                        |   |   |        |        |        |        |        |  |
|  |                         | K Ahn L Davis           | K Ahn L Davis           | 6                       | 6           |  |  |                  | K Ahn L Davis           | 5                      | 6                      | [11]             |   |     |            |                         |                         |                        |                        |   |   |        |        |        |        |        |  |
|  |                         | F Di Lorenzo J Loeb     | F Di Lorenzo J Loeb     | 6(1)                    | 4           |  |  | 2                | S Aoyama R Voráčová     | 7                      | 4                      | [9]              |   |     |            |                         |                         |                        |                        |   |   |        |        |        |        |        |  |
|  | 2                       | S Aoyama R Voráčová     | S Aoyama R Voráčová     | 7                       | 6           |  |  |                  |                         |                        |                        |                  |   |     |            |                         |                         |                        |                        |   |   |        |        |        |        |        |  |